# A tíz hatványai
Ez a szócikk a tíz fontosabb hatványait tárgyalja.
| 10-hatvány      | magyarul (hosszú skála)       | US, modern angol (rövid skála)  |
| --------------- | ----------------------------- | ------------------------------- |
| 100             | egy                           | one                             |
| 101             | tíz                           | ten                             |
| 102             | száz                          | hundred                         |
| 103             | ezer                          | thousand                        |
| 106             | millió                        | million                         |
| 109             | milliárd (ezermillió)         | billion                         |
| 1012            | billió (ezermilliárd)         | trillion                        |
| 1015            | billiárd (ezerbillió)         | quadrillion                     |
| 1018            | trillió                       | quintillion                     |
| 1021            | trilliárd (ezertrillió)       | sextillion                      |
| 1024            | kvadrillió                    | septillion                      |
| 1027            | kvadrilliárd (ezerkvadrillió) | octillion                       |
| 1030            | kvintillió                    | nonillion                       |
| 1033            | kvintilliárd (ezerkvintillió) | decillion                       |
| 1036            | szextillió                    | undecillion                     |
| 1039            | szextilliárd (ezerszextillió) | duodecillion                    |
| 1042            | szeptillió                    | tredecillion                    |
| 1045            | szeptilliárd (ezerszeptillió) | quattuordecillion               |
| 1048            | oktillió                      | quindecillion                   |
| 1051            | oktilliárd (ezeroktillió)     | sedecillion                     |
| 1054            | nonillió                      | septendecillion                 |
| 1057            | nonilliárd (ezernonillió)     | octodecillion                   |
| 1060            | decillió                      | novemdecillion                  |
| 1063            | decilliárd (ezerdecillió)     | vigintillion                    |
| 1066            | undecillió                    | unvigintillion                  |
| 1069            | undecilliárd                  | duovigintillion                 |
| 1072            | duodecillió                   | tresvigintillion                |
| 1078            | tridecillió                   | quinquavigintillion             |
| 1084            | kvadecillió                   | septemvigintillion              |
| 1090            | kvintdecillió                 | novemvigintillion               |
| 1096            | szexdecillió                  | untrigintillion                 |
| 10100           | googol (tízszexdecilliárd)    | googol                          |
| 10600           | centillió                     | novemnonagintacentillion        |
| 106000          | millinillió                   | ?                               |
| 10googol        | googolplex                    | googolplex                      |
| 10googolplex    | googolplexian                 | googolplexian / googolduplex    |
| 10googolplexian | googolplexianth               | googolplexianth / googoltriplex |
| 10googoltriplex | googolquadriplex              | googolquadriplex                |

## Használatuk
A gyakorlatban a billiárdnál (1015) nagyobb értékeket ritkán használják: a hétköznapi életben ritkán fordulnak elő ekkora számok, a tudományos életben pedig közvetlenül 10-hatványokat alkalmaznak (pl.: a kvadrillió helyett „tíz a huszonnegyediken”-t mondanak, vagy rövidebben: „tíz ad huszonnégy”), illetve mértékegységek esetén az SI-prefixumokat (pl.: kvadrillió gramm helyett „egy yottagramm”-ot), vagy az adott terület speciális mértékegységeit (például a csillagászatban a parszeket vagy a fényévet, a kilométer helyett). A hiperinfláció egyike volt annak a kevés esetnek, amikor a hétköznapi életnek részét képezték kiemelkedően magas tízhatványok. Bár nyomtattak ezertrillió (egytrilliárd, 1021) pengőst, ezt egymilliárd bilpengőnek nevezték, a köznyelvben pedig egyszerűen a bankjegy színével (egymilliárd bilpengő: zöld) azonosították a címleteket.
A nagy tíz-hatványok használatát tovább nehezíti, hogy a modern angolban más a jelentése az elnevezéseknek, mint a hagyományos angolban, illetve más európai nyelvekben. Európa nagy részén, így Magyarországon is, a szó tövét képző latin szám hatszorosa adja meg a nullások számát (a szám tízes alapú logaritmusát), illetve az -ard/-árd végződés további három 0-t jelent. Ezzel szemben a modern angolban (de 1961 előtt a franciában is, lásd pl. Jules Verne: Hector Servadac) a latin szám háromszorosa plusz három adja meg a nullák számát, az -ard/-árd végződés pedig nem is használatos. Az előbbi szóhasználatot angolul néha long scale-nek (hosszú skála), az utóbbit short scale-nek (rövid skála) nevezik (lásd a Rövid és hosszú skála szócikket). Így például a magyar „billió” jelentése 1012, a modern angolban viszont a „billion” a 109 számot jelöli. A magyar „trillió” egyenlő 1018-nal, a modern angolban viszont a „trillion” a 1012 számot jelenti. Nyelvészeti szempontból ez a jelenség úgy értelmezhető, hogy a „billió” és „billion”, illetve a „trillió” és „trillion” szavak hamis barátok.
A millió (= ezer × ezer) elnevezés a latin mille (ezer) számnévből származik, ennek mintájára a billió, trillió stb. elnevezéseket Nicolas Chuquet francia matematikus alkotta meg 1484 körül, bár az ezt tartalmazó könyvét csak posztumusz publikálták, és néhány hasonló elnevezést (bymillion = 1012) már az ő működése előtt is használhattak.